# 模拉里乌鲨
模拉里乌鲨（学名：Etmopterus molleri），又名模拉里燈籠棘鮫，为角鲨科乌鲨属的鱼类。分布于台湾东北部海域等，南达澳大利亚。该物种的模式产地在澳大利亚新南威尔士外海。
它被发现在250至860米深度，长度可达46厘米。
繁殖是推定卵胎生。